# Termiti
Termíti (znanstveno ime Isoptera; grško iso - enak + pteron - krilo), imenovani tudi bele mravlje, so skupina evsocialnih žuželk, ki so jo biologi do nedavnega klasificirali kot samostojen red, kasneje pa se je izkazalo, da gre za specializirano skupino ščurkov. Termiti se najraje hranijo z odmrlim rastlinskim materialom, predvsem v obliki lesa, odpadlega listja in prsti. Približno 10 % od okoli 4.000 vrst (od tega opisanih 2.800) je ekonomsko pomembnih kot škodljivci, ki lahko resno poškodujejo zgradbe, poljščine in gozdne nasade. Termiti pa so posebno na subtropskih in tropskih območjih pomembni saprofagi in imajo velik pomen pri recikliranju lesa in drugega rastlinskega materiala.
Živijo v kolonijah, ki kadar so zrele, lahko vsebujejo nekaj sto tisoč do milijona osebkov. Sestavljajo jih ličinke, delavci, vojaki in spolno aktivni osebki obeh spolov, med katerimi je matica, ki odlaga jajčeca. Združevanje v kolonije in delitev dela dajeta termitom varnost ter zmožnost izkoriščanja virov hrane, ki posameznim osebkom ne bi bili dostopni.

## Telesne značilnosti
Delitev dela se odraža tudi v telesni zgradbi osebkov. Specializirana je za določeno funkcijo, ki jo osebek v koloniji opravlja (socialni polimorfizem).
V splošnem so majhne do srednje velike žuželke z mehkim telesom blede barve, zaradi česar jih imenujejo tudi »bele mravlje«, čeprav je med njimi in mravljami mnogo razlik. Glava je edini trdnejši del telesa. Vojaki imajo razmeroma veliko, podolgovato glavo, ostale kaste pa majhno, okroglasto. Nosi močno grizalo, podobno tistemu pri ščurkih, majhne sestavljene oči, ki so lahko pri določenih kastah tudi reducirane in razmeroma kratke nitaste tipalnice. Najopaznejši del oprsja je pronotum, njegova oblika je pomemben taksonomski znak. Krila, kadar so prisotna, so štiri, med seboj so si zelo podobna. Na njih je fino omrežje drobnih žil in žilam podobnih gub, sprednji rob je odebeljen. Pri mirovanju segajo daleč preko zadka, nosijo jih plosko ob telesu. Na mehkem zadku je par kratkih cerkov.
Po telesnih značilnostih so najbolj podobni mravljam, zaradi česar so tudi dobili ime »bele mravlje«. Vendar pa jih od mravelj loči več lahko opaznih značilnosti: mehko telo svetle barve, krila, ki jih držijo plosko ob telesu in zadek, ki se na široko stika z oprsjem.
Imajo nepopolno preobrazbo - ličinke so podobne odraslim živalim, so le manjše. Z vsako levitvijo so večje in bolj podobne odraslim.

## Življenje
Glavna značilnost življenja termitov je to, da tvorijo ogromne kolonije, v katerih prihaja do delitve dela (evsocialnost) in s tem povezano različno telesno zgradbo posameznih osebkov (socialni polimorfizem). Po njihovi vlogi v koloniji jih delimo v »kaste«; razvoj v pripadnika določene kaste je pogojen s hormoni, ki jih izloča kraljica ob izleganju jajčec, in pogoji v gnezdu. Za razliko od mravelj nastajajo spolno, v gnezdu so zastopani tako samci kot samice.

### Kaste

#### Kralji in kraljice
Razmnožujejo se le redki osebki (»kralji« in »kraljice«), ki jih od ostalih najlaže ločijo po prisotnosti kril; kolonijo začneta takšna samec in samica, ki po dvorjenju poiščeta ustrezno jamico v zemlji, kjer bosta osnovala novo kolonijo, odvržeta krila in si zgradita »poročno kamrico«. Tam se sparita in kmalu po tem začne samica izlegati jajčeca. Prve ličinke hranita sama z na pol prebavljeno hrano, ko pa odrastejo, prevzamejo vlogo delavk in vojakov, ona dva pa skrbita samo še za zarod. Kraljica je izredno plodna - zaradi jajčec ji močno nabrekne zadek, pri nekaterih vrstah izleže jajčece vsakih nekaj minut. Izraz »kralj in kraljica« je nekoliko zavajajoč, saj implicira, da je v koloniji vedno en sam par monogamnih spolno aktivnih osebkov, katerega potomci so vsi ostali. To ne drži vedno, saj je lahko v koloniji več takih parov, poleg njih pa še več spolno zrelih osebkov, ki se ne razmnožujejo. Ti prevzamejo vlogo dodatnih delavcev in se ob morebitni smrti kralja in kraljice pričnejo razmnoževati sami. V ugodnih delih leta se jih rodi veliko, nakar rojijo in v parih poiščejo mesto za nastanek nove kolonije.

#### Delavci
Delavci predstavljajo veliko večino (do 95 %) osebkov v koloniji. So osebki z nedokončanim ontogenetskim razvojem - ne razvijejo se jim genitalije, poleg tega pa so delavci mnogih vrst tudi brez oči. Skrbijo za iskanje in shranjevanje hrane, zarod in gradnjo ter vzdrževanje gnezda. Poleg tega pa so edina kasta, ki prebavlja celulozo. S snovmi, ki nastanejo ob razgradnji celuloze, prehranjujejo kralja, kraljico, ličinke in vojake, ki se samostojno ne morejo prehranjevati. Temu pojavu pravimo trofalaksa. Pri nekaterih primitivnih vrstah kasta delavcev ne obstaja; njihovo vlogo prevzamejo ličinke s hormonalno zavrtim razvojem.

#### Vojaki
Pri tej obliki termitov se izrazijo številne morfološke in vedenjske prilagoditve, ki služijo predvsem obrambi termitnjaka proti mravljam. Vojaki se ne razvijejo pri vseh taksonih termitov, kadar pa so prisotni, se od delavcev razlikujejo po večjem telesu, predvsem po zelo veliki glavi z raznolikimi oblikami čeljusti ali kljuncem, skozi katerega izločajo snovi neprijetnega vonja. Oblika glave vojakov tistih vrst, ki vrtajo po suhem lesu, se natančno ujema z obliko tunelov, z njo lahko tako blokirajo tunel in preprečijo dostop mravljam do kolonije. Kadar je tunel širši od vojakove glave, se več njih postavi v formacijo, podobno falangi in začne na slepo gristi pred seboj ter izločati repelente. Tako kot delavci so tudi vojaki pri večini vrst slepi.

### Termitnjak
Živijo izključno pod površjem. Za prebivanje si gradijo posebne strukture iz prežvečenega blata in izločkov posebne žleze na glavi. Termitnjaki so lahko pod zemljo, v drevesnih krošnjah ali v štorih, najimpozantnejši pa so ogromni samostoječi termitnjaki, ki jih nekatere vrste zgradijo nad tlemi, in tvorijo pravi ekosistem v malem. Imajo za vrsto značilne oblike. Med najbolj znanimi so termitnjaki klinaste oblike, ki jih gradita »kompasna« termita Amitermes meridionalis in A. laurensis. Njihova daljša stranica je skoraj točno v smeri sever-jug, kar pripomore k termoregulaciji kolonije. Dosegajo lahko ogromne velikosti, pri nekaterih vrstah iz rodu Macrothermes tudi do 1000 m³. Poleg zagotavljanja ustrezne mikroklime za razvoj in življenje termitov služijo tudi kot skladišče ter obrambni sistem pred plenilci.
Termitnjaki nimajo izhodov na prosto, temveč proti virom hrane in vode vodijo pokriti hodniki, prav tako narejeni iz zemlje in telesnih izločkov delavcev.

## Ekologija
Termiti so izvorno tropske žuželke in samo dve vrsti sta avtohtoni v Sloveniji: rumenovrati termit (Kalotermes flavicollis) in zemeljski termit (Reticulitermes lucifugus). V splošnem jih najdemo med 50 stopinjami severne in južne zemljepisne širine, največ vrst pa najdemo v tropih ter Mediteranu. Največjo vrstno pestrost, okoli 50-80 vrst na hektar, dosegajo v nižinskih tropskih gozdovih. V ekosistemu pomembno sodelujejo pri kroženju snovi, tvorbi prsti, njihova gnezda predstavljajo življenjski prostor mnogim zajedavcem, prisklednikom in simbiontom, oni sami (predvsem krilati osebki) pa pomemben vir hrane za druge živali. Omembe vredna je tudi simbioza z mikrobi, ki naseljujejo zadnji del njihovih prebavil in služijo za razgrajevanje celuloze. V prebavilih termitov živi prava skupnost, ki jo sestavlja okoli 200 vrst bakterij in protistov - te z encimi celulazami razgrajujejo celulozo v enostavnejše sladkorje, stranski produkt česar je vodik. Po novejših spoznanjih pa ima večina vrst tudi lastne celulaze in so sposobni razgrajevati celulozo brez simbiontov.
Nekatere vrste termitov v svojih termitnjakih gojijo glive, z micelom in s sporami katerih se prehranjujejo ter tako tvorijo svojevrstno sožitje z njimi, podobno kot človek in kulturne rastline. Glive iz rodu Termitomyces so specializirane na sožitje s termiti - njihove spore lahko vzkalijo šele takrat, ko pridejo skozi prebavilo termita.
Glavni plenilci termitov so mravlje, za obrambo pred katerimi se je razvilo mnogo od prilagoditev termitov.

### Rastlinska obramba pred termiti
Zaradi škode, ki jo termiti povzročajo rastlinam, so te razvile obrambne mehanizme v obliki sekundarnih metabolitov, ki odganjajo termite. To so največkrat olja, smole in lignin, ki zmanjšujejo sposobnost prebave celuloze. Večina rastlin, ki jih napadajo termiti, ima tudi izredno gost ksilem. V naravi obstaja ravnotežje med rastjo rastlin in prehranjevanjem termitov.

### Pomen za človeka
Termiti so zelo učinkoviti razkrojevalci odmrlega lesa, zato lahko povzročajo veliko škode na lesenih zgradbah. Zaradi svoje številčnosti lahko na primer porušijo leseno hišo v vsega nekaj dneh. Ker tudi skozi napaden les ne izvrtajo lukenj na površje, jih je težko pravočasno odkriti; najhitreje jih izdajo hodniki, ki vodijo iz okolice proti zgradbi. Zato je potrebno na območjih, kjer so termiti številčni (tropska in subtropska), previdno izbirati mesta za gradnjo in preprečiti dostop termitov do lesenih delov zgradb. V zelo ogroženih naseljih večkrat letno zaplinijo vse zgradbe. Odstranjevanje termitnjakov je težavno, saj so zgrajeni izredno kompaktno. Pri tem uporabljajo celo eksploziv. 
Vrsti, ki živita v Sloveniji, nimata bistvenega pomena za ljudi; živita le v ozkem pasu ob morju, kjer je večina hiš iz kamna in opeke, zato delata škodo kvečjemu na drevju.

## Sistematika in evolucija
Najstarejši znani fosili, ki jih lahko nedvoumno uvrstimo med termite, datirajo v kredo, vendar pa po raznolikosti termitov iz krede ocenjujejo, da so nastali že v juri. Splošno je sprejeto, da so bližnji sorodniki ščurkov in posnemalcev, s katerimi tvorijo nadred Dictyoptera. Po novejših spoznanjih so termiti pravzaprav zelo specializirani socialni ščurki, ki se prehranjujejo z lesom. Eden od rodov ščurkov, Cryptocercus, je namreč po številnih značilnostih, tako morfoloških kot vedenjskih, bolj podoben termitom kot drugim ščurkom. Poleg tega pa ima primitivna vrsta termitov Mastotermes darwiniensis več značilnosti ščurkov. Zdaj obravnavamo termite kot nižji red Isoptera ali epidružino Termitoidae, s čimer se ohranja obstoječa hierarhija družin termitov. Preučevanje evolucije termitov je težavno, saj se zaradi mehkega telesa pogosto ohranijo le fragmenti.
Danes poznamo okoli 2800 vrst termitov, ki jih razvrščamo v 7 družin, te pa dalje v 282 rodov.